# Kangaroo Ground
Kangaroo Ground er en forstadsby til Melbourne, i staten Victoria, Australien, og byen er beliggende Nillumbik kommune. Byen har 1.208(2021) indbyggere.
Kangaroo Ground rummer det anvendte sproginstitut EQUIP som er den australske afdeling af sprogforskningsorganisation SIL International, samt det australske hovedkvarter for den internationale evangeliske bibeloversættelsesbevægelse Wycliffe. 
Desuden har byen en skole, en tennisklub, en købmand, en presbyteriansk kirke, et postkontor, en rideklub, en brandstation, en restaurent, og et grønt område kaldet "the Tip". Et grønt bælte omkranser byen, og området er rigt på dyreliv, særligt kænguruer. Postkontoret udmærker sig i øvrigt ved, som det eneste af sin slags i Australien, også at være en vingård. Derudover er Kangaroo Grounds tårn, som blev bygget til minde for de faldne i første verdenskrig, et af de højeste punkter i Melbourne. 
Nærmeste andre større forstadsbyer er Greensborough, Eltham og Diamond Creek.